# Lichinomycetes
Lichinomycetes Reeb et al. – klasa workowców (Ascomycota).

## Charakterystyka
Grzyby należące do Lichinomycetes wytwarzają askokarpy w formie cienkościennego apotecjum, często bez wyraźnego perydium (okrywy). Obłocznia często wybarwia się niebiesko pod wpływem jodu.
Grzyby z tej klasy we współżyciu z sinicami (Cyanobacteria) tworzą porosty.

## Systematyka
Klasę Lichinomycetes utworzyli Valérie Reeb, François Lutzoni i Claude Roux w artykule Multilocus phylogenetic circumscription of the lichen-forming fungi family Acarosporaceae and its position within the Ascomycota, opublikowanym w „Molecular Phylogenetics and Evolution” z 2004 r.
Według aktualizowanej klasyfikacji Index Fungorum bazującej na Dictionary of the Fungi do klasy Lichenomycetes należą:
- podklasa Lichinomycetidae
  - rząd Lichinales Henssen & Büdel 1986
  - rząd incertae sedis
    - rodzaje incertae sedis[2].

Według niektórych ujęć klad Lichinomycetes obejmuje sześć poprzednio wyróżnianych klas, oprócz Lichinomycetes, również Candelariomycetes, Coniocybomycetes, Geoglossomycetes, Sareomycetes i Xylonomycetes. Tak wyróżniana klasa charakteryzuje się mniejszym niż typowy dla workowców rozmiarem genomu. Konsekwencją tego jest m.in. niezdolność trawienia celulozy, ligniny i pektyn Wielu jej przedstawicieli wchodzi w układy symbiotyczne, np. tworząc porosty.